# Annales. Histoire, Sciences sociales
Pour les articles homonymes, voir Annales (homonymie).
Les Annales. Histoire, Sciences sociales est une revue scientifique d'histoire fondée en 1929 par Marc Bloch et Lucien Febvre, deux historiens alors en poste à l'université de Strasbourg, sous le nom d’Annales d’histoire économique et sociale, et compte 350 abonnés, essentiellement au sein des milieux universitaires, lors de sa première année de parution. Elle est aujourd’hui éditée par l’École des hautes études en sciences sociales et, depuis 2018, par Cambridge University Press. Elle est disponible sur les plateformes Cambridge Core, CAIRN.Info, Persée et JSTOR. Depuis 2012, les articles des Annales sont disponibles en français et en anglais.
Elle est à l’origine de l’École des Annales, l’une des principales écoles historiques françaises du XXe siècle.

## Annales d’histoire économique et sociale(1929-1945)
Marc Bloch et Lucien Febvre formulent le projet d'une revue consacrée à l'histoire économique et sociale au lendemain de la Grande Guerre, sur le modèle de la revue de référence allemande en la matière, la Vierteljahrschrift für Sozial- und Wirtschaftsgeschichte (fondée en 1903). Ils souhaitent y affirmer leurs propres propositions historiographiques et rompre avec l'histoire politique alors dominante[4]. Bloch et Febvre sont également marqués par l’influence d’Henri Berr, fondateur de la Revue de synthèse, créée en 1900, à laquelle il collabore tous deux.
Les fondateurs des Annales s’intéressent de près aux sciences sociales, en particulier à la sociologie et à l’économie. Ils souhaitent ainsi, "par l’exemple et par le fait" comme ils l’écrivent, renouveler les méthodes et les objets de la discipline historique en rompant avec une histoire "historisante", jugée obsolète, pour privilégier une "histoire-problème" qui lie fondamentalement le présent et le passé. Leur projet vise à donner à la dimension historique une place prépondérante dans les sciences sociales.
Bloch et Febvre envisagent d'abord de confier la direction de la nouvelle revue au médiéviste belge Henri Pirenne dont ils admirent les travaux, idée avancée au congrès historique tenu à Bruxelles en 1923 avant que le projet ne s'enlise. Ils parviennent à le relancer grâce au soutien de l'éditeur Armand Colin, en imaginant une revue qui ne serait pas strictement académique et universitaire, mais qui s'adresserait aussi aux « hommes d'action » (hauts fonctionnaires et chefs d'entreprise). Le premier numéro paraît le 15 janvier 1929.
Revue militante, souvent polémique, les Annales des années 1930 publient, en plus des articles scientifiques, des milliers de comptes rendus, dont une grande partie sont écrits par Bloch et Febvre. Les fondateurs font appel à de nombreux collaborateurs qu’ils sollicitent pour publier dans les pages d’une revue qui demeure, malgré son succès d’estime, relativement confidentielle. Durant la Seconde guerre mondiale, Lucien Febvre convainc Marc Bloch, dans un premier temps réticent, de continuer à publier les Annales, malgré les lois de Vichy. En raison du statut des juifs, Marc Bloch ne peut figurer sur l’ours de la revue, à laquelle il continue cependant de participer activement sous le pseudonyme de « M. Fougères ». Les lois sur les périodiques, contrôlés et censurés, contraignent les directeurs des Annales à changer le titre et la forme de la revue, qui prend désormais le nom de Mélanges d’histoire sociale.

## Annales. Économies, Sociétés, Civilisations(1946-1993)
L’exécution de Marc Bloch, fusillé par les nazis le 16 juin 1944, laisse Lucien Febvre seul directeur de la revue. Malgré un nouveau « comité de direction » établi à la fin de la Seconde Guerre mondiale, composé de Fernand Braudel, Georges Friedman et Charles Morazé, Lucien Febvre demeure jusqu’en 1956 le véritable coordinateur de la revue, rebaptisée en 1946 Annales. Économies, Sociétés, Civilisations.
Toujours imprimée par Armand Colin, la revue est désormais arrimée à une institution, la VIe section de l'École pratique des hautes études (E.P.H.E.), fondée en 1947 et présidée par Lucien Febvre, embryon de ce qui devient officiellement, en 1974, l’École des Hautes Études en Sciences Sociales (EHESS). Les Annales sont également à l’origine d’une collection d’ouvrages historiques, les Cahiers des Annales, qui publient notamment la toute première édition de l’Apologie pour l’Histoire ou le Métier d’historien de Marc Bloch.
À la mort de Lucien Febvre en 1956, Fernand Braudel, qui a succédé à Lucien Febvre au Collège de France, prend la tête de la revue. Celui-ci bénéficie d’une conjoncture favorable au développement institutionnel et académique des sciences sociales en France. Face à l’offensive intellectuelle du structuralisme, il publie une riposte historienne influente, avec son article sur la « longue durée », temporalité qu’il propose de définir comme un langage commun à l’ensemble des sciences sociales.
La production de la revue repose toujours, durant les années 1960, sur une équipe très resserrée. Les directeurs s’appuient sur un secrétaire de rédaction, Paul Leuilliot, auquel succèdent Robert Mandrou puis Marc Ferro. Le comité de rédaction y joue longtemps un rôle secondaire dans l’organisation et dans les décisions éditoriales.
Les Annales continuent de promouvoir l’histoire économique et sociale. À ce titre, elle est notamment associée à l’histoire quantitative et à l’histoire sérielle, pratiquée non seulement dans la revue, mais aussi autour d’Ernest Labrousse à la Sorbonne (qui a succédé à la chaire d’histoire économique de Marc Bloch). Dans le même temps, la revue publie de nombreux articles consacrés aux mondes extra-européens. Cette attention conjointe aux sciences sociales, à l’histoire quantitative et à l’histoire du monde, constitue l’une des marques de fabrique de la revue.
En 1969, Braudel passe la main à un trio formé de Jacques Le Goff, Emmanuel Le Roy Ladurie et Marc Ferro. La direction de la revue est désormais collégiale. André Burguière devient quant à lui secrétaire de rédaction des Annales. Si l’histoire économique et sociale demeure l’une des clés de voûte intellectuelles de la revue, celle-ci est, durant les années 1970, grandement marquée par l’histoire des mentalités et les travaux d’anthropologie historique. Les succès éditoriaux et la notoriété de ses directeurs, appuyés également sur des postes d’enseignement plus nombreux dans l’université française et dans l’enseignement secondaire, et un large intérêt public pour l’histoire, contribuent à faire des Annales une revue de référence non seulement en France, mais aussi dans le monde.
En 1975, après le mandat d’André Burguière, Jacques Revel devient secrétaire du « comité de direction ». Cette organisation reste ensuite en vigueur durant presque quarante ans : tous les cinq ou six ans, un jeune historien – Lucette Valensi est la seule femme secrétaire du comité, de 1980 à 1986 – coordonne la revue, tant du point de vue éditorial qu’intellectuel. Le « comité de direction » s’accroît progressivement avec l’adjonction du secrétaire sortant. Le personnel d’édition spécialisé associé à la revue est presque exclusivement féminin. Yvette Trabut travaille à la rédaction des Annales pendant plus de trente ans, entre 1960 et 1992. Martine Grinberg, par ailleurs spécialiste des coutumes d’Ancien Régime, s’occupe quant à elle des comptes rendus durant cette même période. Après Jacques Revel et Lucette Valensi, Bernard Lepetit, Pierre-François Souyri, Jean-Yves Grenier et Jacques Poloni-Simard occupent la fonction de secrétaire de rédaction. Entre 1969 et 2006, le « comité de direction » ne cesse donc de croître, au point d’atteindre les dimensions d’un véritable comité de rédaction.
La revue conserve la double particularité de promouvoir une forme d’histoire nourrie des autres sciences sociales et de travaux empiriques et théoriques venus directement de disciplines voisines (anthropologie, sociologie, économie surtout). En 1989, la revue publie un numéro réflexif qui fait un état des lieux des relations de l’histoire aux autres disciplines des sciences sociales : ce « tournant critique »vise à repenser l’interdisciplinarité des Annales à une époque de remise en cause de certains paradigmes, venus des tournants dits « linguistique » et « culturel », qui interrogent les modèles interprétatifs de l’histoire sociale ou de l’histoire quantitative.

## Annales. Histoire, Sciences Sociales(1994-)
En 1994, dans le sillage de la réflexion autocritique menée en 1989 sur l’interdisciplinarité, la revue change de nouveau de titre : Annales. Histoire, sciences sociales. Le secrétaire de rédaction est désormais qualifié de « directeur de la revue ». Cette inflexion éditoriale et intellectuelle voit l’arrivée de nouveaux membres du comité de rédaction qui, de façon inédite, ne sont pas passés par l’étape du secrétariat de rédaction : Jocelyne Dakhlia, Laurent Thévenot, André Orléan et Michael Werner. L’intégration d’André Orléan et Laurent Thévenot, venus de l’économie et de la sociologie, témoigne d’une volonté de nouvelles alliances disciplinaires, notamment avec la sociologie pragmatique. Entre 1990 et 2018, presque 20 % des articles publiés dans les Annales proviennent d’autres disciplines des sciences sociales, en particulier l’anthropologie, la sociologie et l’économie. La revue n’en revendique pas moins un caractère expérimental et pluraliste, fondé sur une pratique dite « restreinte » de l’interdisciplinarité. Les Annales publient aussi bien des numéros sur l’histoire de l’art, le droit, la philosophie que la littérature.
En 2006, l’arrivée d’Antoine Lilti à la direction des Annales, alors maître de conférences à l’École Normale Supérieure, marque une nouvelle étape dans les évolutions du comité de la revue. Avec ce nouveau mandat de directeur, et un nouvel élargissement du comité, ce dernier n’est majoritairement plus constitué d’anciens responsables de la revue. Les articles soumis aux Annales sont à la fois évalués par l’ensemble du comité de rédaction et par des experts sollicités à l’extérieur du comité.
En 2012, le lancement d’une édition anglaise de la revue mène, cinq ans plus tard, à un nouveau partenariat avec Cambridge University Press, qui co-édite désormais les Annales avec les Éditions de l’EHESS. Durant les années 2010 et 2020, la revue poursuit l’élargissement de son comité de rédaction qui se féminise et se rajeunit. En 2020, les Annales publient un numéro double en forme « d’autoportrait » qui explicite l’histoire et les transformations de la revue, ses procédures éditoriales, ses choix intellectuels et son fonctionnement.

## Évolution du titre
La revue a changé plusieurs fois de titre, reflétant des évolutions contextuelles (sous l'Occupation, Lucien Febvre continue de publier la revue sans le nom de Marc Bloch à qui les lois antisémites de Vichy interdisent de diriger une entreprise) et intellectuelles, le titre actuel affirmant l'importance du travail interdisciplinaire, avec les sciences sociales, dans l'identité de la revue :
- 1929-1938 : Annales d’histoire économique et sociale
- 1939-1941 : Annales d’histoire sociale
- 1942-1944 : Mélanges d’histoire sociale
- 1945 : Annales d’histoire sociale
- 1946-1993 : Annales. Économies, Sociétés, Civilisations (ou Annales ESC)
- depuis 1994 : Annales. Histoire, Sciences sociales (ou Annales HSS)

## La revue hier
- Direction de la rédaction
  - Marc Bloch
  - Lucien Febvre
  - Fernand Braudel
  - Georges Friedmann
  - Charles Morazé

- Secrétaire du Comité
  - Paul Leuilliot
  - André Burguière
  - Marianne Mahn-Lot
  - Martine Grinberg
  - Danièle Alexandre-Bidon : de novembre 2000 à juin 2007

- Comité de Direction
  - Fernand Braudel
  - Charles Morazé
  - André Burguière
  - Marc Ferro
  - Jacques Le Goff
  - Emmanuel Le Roy Ladurie
  - Jacques Revel
  - Lucette Valensi

- Secrétaire de la rédaction
  - Robert Mandrou : de juillet 1954 à octobre 1962
  - Marc Ferro : de juillet 1964 à avril 1969
  - André Burguière : de mai 1969 à octobre 1975
  - Jacques Revel : de  1975 à 1980
  - Lucette Valensi : de 1980 à 1986
  - Bernard Lepetit : de mai 1985 à décembre 1991
  - Pierre François Souyri : de janvier 1992 à décembre 1993

- Directeur de la rédaction
  - Jean-Yves Grenier : de janvier 1994 à avril 2000
  - Jacques Poloni-Simard : de mai 2000 à février 2007
  - Antoine Lilti : de janvier 2007 à décembre 2011
  - Étienne Anheim : de janvier 2011 à juin 2018
  - Vincent Azoulay : de juin 2018 à décembre 2023
- Assistant de la rédaction
  - Yvette Trabut
  - Martine Grinberg
  - Simone Branchereau
  - Claire Lusson
  - Isabelle Weiland
  - Jean-Paul Zuniga
  - Sophie Bily
  - Geneviève Tranchand
  - Hervé Pennec
  - Françoise Cayrol-Baudrillard
  - Annick Miquel
  - Séverine Guiton
  - Livia Foraison
  - Sophie Muraccioli

## La revue aujourd’hui
- Directeur de la rédaction
  - Guillaume Calafat[22], maître de conférences à l'Université Panthéon-Sorbonne.
- Comité de rédaction
  - Étienne Anheim, directeur d'études à l'École des hautes études en sciences sociales (EHESS)
  - Vincent Azoulay, directeur d'études à l'École des hautes études en sciences sociales (EHESS)
  - Nicolas Barreyre, maître de conférences à l'École des hautes études en sciences sociales (EHESS)
  - Masha Cerovic, maîtresse de conférences à l'École des hautes études en sciences sociales (EHESS)
  - Marie Favereau, maîtresse de conférences à l'Université Paris-Nanterre
  - Naveen Kanalu Ramamurthy, maître de conférences à l'École des hautes études en sciences sociales (EHESS)
  - Catherine König-Pralong, directrice d'études à l'École des hautes études en sciences sociales (EHESS)
  - Ariane Mak, maîtresse de conférences à l'Université Paris-Cité
  - Arnaud Orain, directeur d'études à l'École des hautes études en sciences sociales (EHESS)
  - Catherine Rideau-Kikuchi, maîtresse de conférences à l'Université de Versailles-Saint-Quentin-en-Yvelines
  - Romy Sanchez, chargée de recherches au CNRS
  - Stephen Sawyer, professeur à l'American University of Paris
  - Anne Simonin, directrice de recherches au CNRS
  - William Slauter, professeur à l'université Paris-Sorbonne

- Comité scientifique
  - Mary Beard, professeure d'histoire antique à l'université de Cambridge
  - Jane Burbank, professeure d'histoire à l'université de New-York
  - André Burguière, directeur d'études à l'École des hautes études en sciences sociales (EHESS)
  - Sandro Carocci, université de Rome
  - Jocelyne Dakhlia, directrice d'études à l'École des hautes études en sciences sociales (EHESS)
  - Lorraine Daston, directrice de l'Institut Max Planck pour l'histoire des sciences, Berlin
  - François Hartog, directeur d'études à l'École des hautes études en sciences sociales (EHESS)
  - António Manuel Hespanha
  - Christian Lamouroux
  - Emmanuel Le Roy Ladurie, professeur honoraire au Collège de France
  - André Orléan, directeur d'études à l'École des hautes études en sciences sociales (EHESS) et directeur de recherches au CNRS
  - Jacques Poloni-Simard, maître de conférences à l'École des hautes études en sciences sociales (EHESS)
  - Jacques Revel, directeur d'études à l'École des hautes études en sciences sociales (EHESS)
  - Sanjay Subrahmanyam, professeur d'histoire économique à l'université de Californie à Los Angeles
  - Pierre François Souyri, professeur à l'université de Genève
  - Laurent Thévenot, directeur d'études à l'École des hautes études en sciences sociales (EHESS)
  - Lucette Valensi, directrice d'études honoraire à l'École des hautes études en sciences sociales(EHESS)
- Responsables de la version anglaise
  - Nicolas Barreyre, maître de conférences à l'École des hautes études en sciences sociales (EHESS)
  - Stephen W. Sawyer
- Rédaction
  - Chloe Morgan
  - Malika Combes
  - Clémence Peyran

### Notices
- Notices d'autorité :   - BnF (données)
  - WorldCat
- Notices dans des dictionnaires ou encyclopédies généralistes :   - Britannica
  - Enciclopedia De Agostini
  - Gran Enciclopèdia Catalana
- Ressources relatives à la recherche :   - Cairn
  - Dialnet
  - ERIH PLUS
  - Excellence in Research for Australia
  - JSTOR
  - Julkaisufoorumi
  - Mir@bel
  - NLM Catalog
  - Norsk senter for forskningsdata
  - OpenCitations
  - Persée
  - Project MUSE
  - Scopus
  - Sign@l